# Sarugaku
Sarugaku (jap. 猿楽 saru-gaku; dosł. małpia muzyka) – jedna z historycznych form teatru
japońskiego, prototyp teatru nō i farsy kyōgen, rozpowszechniona od XI do XIV wieku wywodząca się z obszaru Chin.
Także zbiorcza nazwa dla nō i kyōgen, używana do początku okresu Meiji. Sarugaku wywodzi się ze sztuki scenicznej o nazwie sangaku, służącej rozrywce publicznej. Dotarła ona do Japonii w czasie panowania w Chinach dynastii Tang (w VIII w.) w okresie Nara i została połączona ze starożytnymi, japońskimi rodzajami popularnej rozrywki, łączącej taniec, pieśni, odgrywanie komediowych skeczów scenicznych z elementami sztuki cyrkowej (akrobacje, żonglerka itp.). Sarugaku rozkwitała w okresach Heian i Kamakura. 
W połowie okresu Kamakura sarugaku rozpadła się na nō (z poważną dramaturgią) i kyōgen (z komicznym dialogiem, o charakterze farsowym). W okresie Meiji, kiedy teatr nō zaczął być ceniony i popularny wśród wyższych warstw społecznych, termin saru („małpa”) wypadł z łask i zaczęto stosować nazwę nōgaku. Z biegiem lat wraz
z takimi formami, jak: bugaku, gigaku, dengaku oraz kagura, stała się podstawową formą teatralną, łączącą spektakle nō i kyōgen w jedno przedstawienie.